# Darkowski Glacier
Darkowski Glacier är en glaciär i Antarktis. Den ligger i Östantarktis. Nya Zeeland gör anspråk på området. Darkowski Glacier ligger 1 252 meter över havet.
Terrängen runt Darkowski Glacier är varierad, och sluttar norrut. Trakten är obefolkad. Det finns inga samhällen i närheten. 